# Vâlceluța
Vâlceluța románul: Vâlceluța, település Romániában, Erdélyben, Hunyad megyében.

## Fekvése
Pokolvalcsel (Vâlcele) mellett fekvő település.

## Története
Vâlceluţa román lakosságú falu, mely korábban Pokolvalcsel (Vâlcele) része volt. 1956-ban vált külön településsé 86 lakossal.
1966-ban 53, 1977-ben 30, 1991-ben 31, a 2002-es népszámláláskor pedig 36 román lakosa volt.